# Naiyobi
Naiyobi ist ein Verwaltungsbezirk (Ward) des Distrikts Ngorongoro in der tansanischen Region Arusha.

## Geografie
Naiyobi liegt im Norden von Tansania etwa 100 Kilometer Luftlinie nordwestlich von Arusha. Der Bezirk umfasst den Großteil des Vulkans Empakaai und reicht im Osten bis zum Vulkankegel des Kerimasi. Damit liegt nahezu das gesamte Gebiet über 2000 Meter hoch.
Der Bezirk grenzt im Norden an Engaresero, im Osten an Engaruka, im Süden an Nainokanoka, im Westen an Alailelai und im Nordwesten an Malambo. Das Gebiet ist 269 Quadratkilometer groß und bei der Volkszählung 2022 lebten hier 13.161 Menschen in 3414 Haushalten.

## Gliederung
Naiyobi besteht aus drei Gemeinden (Mtaa) mit zehn Orten (Kitongoji):
| Naiyobi - Iltulete - Lera - Engomei - Enong'oto | Itulele - Engaruka Juu - Engaruka Chini | Kapenjiro - Makosen - Orkokola A - Orkokola B - Sinoni |

## Wirtschaft und Infrastruktur
- Gesundheit: In Naiyobi befindet sich eine staatliche Apotheke.[7]
- Tourismus: Im Nördlichen Hochland werden mehrtägige Wanderungen mit Übernachtung in Naiyobi angeboten.[8][9]

## Sonstiges
Das Mineral Kerimasit ist nach dem Vulkan Kerimasi benannt und wird sonst nur in Russland und Deutschland gefunden.